# Coupe Challenge féminine de handball 2011-2012
Navigation
Coupe Challenge 2010-2011 Coupe Challenge 2012-2013
La coupe Challenge 2011-2012 est la 19e édition de la Coupe Challenge féminine de handball, compétition créée en 1993.
La compétition est remportée par le club français du Havre AC pour la première fois de son histoire.

## Formule
La coupe Challenge, a priori la moins réputée des différentes compétitions européennes, est également appelée C4.
L’épreuve débute par un tour préliminaire où huit équipes, réparties en deux groupes de quatre, se disputent la qualification pour les seizièmes de finale.
Tous les autres tours se déroulent en matches aller-retour, y compris la finale.

## Tour préliminaire

### Légende
|  | Qualifié pour la troisième tour de la Coupe Challenge |

### Groupe A
| Pl. | Équipe             | Pts | G | N | P | BP  | BC | Diff |
| --- | ------------------ | --- | - | - | - | --- | -- | ---- |
| 1.  | Sokol Pisek        | 6   | 3 | 0 | 0 | 108 | 83 | 25   |
| 2.  | KSSS Kielce        | 2   | 1 | 0 | 2 | 89  | 85 | 4    |
| 3.  | ZRK Zrinski Mostar | 2   | 1 | 0 | 2 | 66  | 80 | -14  |
| 4.  | HC Druts           | 2   | 1 | 0 | 2 | 73  | 88 | -5   |

### Groupe B
| Pl. | Équipe         | Pts | G | N | P | BP | BC | Diff |
| --- | -------------- | --- | - | - | - | -- | -- | ---- |
| 1.  | RK Zelina      | 6   | 3 | 0 | 0 | 86 | 44 | 42   |
| 2.  | AC Alavarium   | 4   | 2 | 0 | 1 | 70 | 50 | 20   |
| 3.  | Olympia HC     | 2   | 1 | 0 | 2 | 44 | 76 | -32  |
| 4.  | Panetolikos AC | 0   | 0 | 0 | 3 | 0  | 30 | -30  |

## Troisième tour
Équipes du 2e tour qualifiées pour le 3e tour
- Sokol Pisek
- RK Zelina

Équipes directement qualifiées pour le 3e tour
- ABU Bakou
- HC Dnepryanka Kherson
- AC PAOK Thessalonique
- Eglė Vilnius
- HC Victoria Berestle
- Lokomotiva Zagreb
- CJF Fleury-les-Aubrais
- ŽRK Knjaz Miloš
- Fémina Visé
- SSV Dornbirn Schoren
- HK Kópavogur
- Anadolu University SC
- Yellow Winterthur
- ZRK Llodzaa

| Date Aller       | Club                  | Aller   | Total   | Retour   | Club                   | Date Retour      |
| ---------------- | --------------------- | ------- | ------- | -------- | ---------------------- | ---------------- |
| 4 novembre 2011  | ABU Bakou             | 18 - 35 | 41 - 62 | 23 - 27  | RK Zelina              | 5 novembre 2011  |
| 5 novembre 2011  | HC Dnepryanka Kherson | 27 - 17 | 55 - 39 | 28 - 22  | AC PAOK Thessalonique  | 6 novembre 2011  |
| 5 novembre 2011  | HK Kópavogur          | 22 - 39 | 40 - 85 | 18 - 46  | CJF Fleury-les-Aubrais | 6 novembre 2011  |
| 5 novembre 2011  | Lokomotiva Zagreb     | 33 - 21 | 70 - 44 | 37 - 23  | Anadolu University SC  | 6 novembre 2011  |
| 5 novembre 2011  | Sokol Pisek           | 32 - 11 | 81 - 35 | 49 - 24  | SSV Dornbirn Schoren   | 12 novembre 2011 |
| 5 novembre 2011  | HC Victoria Berestle  | 39 - 27 | 66 - 52 | '27 - 25 | Fémina Visé            | 13 novembre 2011 |
| 11 novembre 2011 | ZRK KM Arandjelovac   | 40 - 18 | 76 - 39 | 36 - 21  | ZRK Llodzaa            | 12 novembre 2011 |
| 12 novembre 2011 | Yellow Winterthur     | 21 - 26 | 44 - 50 | 23 - 24  | Eglė Vilnius           | 13 novembre 2011 |

## Huitièmes de finale
| les huit équipes du 3e tour qualifiées - HC Dnepryanka Kherson - ŽRK Knjaz Miloš - Sokol Pisek - Eglė-Sviesa Vilnius - HC Victoria-Berestie - Lokomotiva Zagreb - CJF Fleury-les-Aubrais - RK Zelina | les huit équipes directement qualifiées - Muratpaşa BSK - Podatkova University - ZRK Gevgelija - Juve Lis - AZS Politechnika Koszalin - Étoile rouge de Belgrade - Le Havre AC - Podatkova University - DHK Banik Most |

| Date Aller      | Club                     | Aller   | Total   | Retour  | Club                      | Date Retour     |
| --------------- | ------------------------ | ------- | ------- | ------- | ------------------------- | --------------- |
| 4 février 2012  | CJF Fleury-les-Aubrais   | 48 - 15 | 94 - 37 | 46 - 22 | ZRK Gevgelija             | 5 février 2012  |
| 4 février 2012  | RK Zelina                | 30 - 21 | 55 - 52 | 25 - 31 | AZS Politechnika Koszalin | 5 février 2012  |
| 5 février 2012  | Le Havre AC              | 25 - 15 | 50 - 36 | 25 - 21 | ŽRK Knjaz Miloš           | 7 février 2012  |
| 5 février 2012  | Étoile rouge de Belgrade | 21 - 26 | 43 - 50 | 22 - 24 | Lokomotiva Zagreb         | 12 février 2012 |
| 9 février 2012  | Sokol Pisek              | 31 - 37 | 60 - 74 | 29 - 37 | Muratpaşa BSK             | 11 février 2012 |
| 11 février 2012 | Podatkova University     | 40 - 30 | 68 - 59 | 28 - 29 | Eglė Vilnius              | 12 février 2012 |
| 11 février 2012 | HC Dnepryanka Kherson    | 25 - 24 | 46 - 45 | 21 - 21 | Juve Lis                  | 12 février 2012 |
| 11 février 2012 | HC Victoria-Berestie     | 26 - 32 | 50 - 67 | 24 - 35 | DHK Banik Most            | 12 février 2012 |

## Quarts de finale
| Date Aller  | Club                  | Aller   | Total   | Retour  | Club                   | Date Retour  |
| ----------- | --------------------- | ------- | ------- | ------- | ---------------------- | ------------ |
| 3 mars 2012 | Muratpaşa BSK         | 41 - 31 | 75 - 56 | 34 - 25 | Podatkova University   | 4 mars 2012  |
| 3 mars 2012 | DHK Banik Most        | 18 - 23 | 43 - 51 | 25 - 28 | Le Havre AC            | 10 mars 2012 |
| 3 mars 2012 | RK Zelina             | 24 - 23 | 37 - 42 | 13 - 19 | Lokomotiva Zagreb      | 11 mars 2012 |
| 9 mars 2012 | HC Dnepryanka Kherson | 21 - 38 | 38 - 75 | 17 - 37 | CJF Fleury-les-Aubrais | 10 mars 2012 |

## Demi-finales
Le tirage au sort des demi-finales, qui se déroule le mardi 12 mars à Vienne, en Autriche, est organisé :
| Date Aller     | Club                   | Aller   | Total   | Retour  | Club              | Date Retour  |
| -------------- | ---------------------- | ------- | ------- | ------- | ----------------- | ------------ |
| 1er avril 2012 | Le Havre AC            | 23 - 17 | 42 - 39 | 19 - 22 | Lokomotiva Zagreb | 8 avril 2012 |
| 1er avril 2012 | CJF Fleury-les-Aubrais | 30 - 29 | 67 - 68 | 37 - 39 | Muratpaşa BSK     | 5 avril 2012 |

## Finale
| Date Aller | Club          | Aller   | Total   | Retour  | Club        | Date Retour |
| ---------- | ------------- | ------- | ------- | ------- | ----------- | ----------- |
| 6 mai 2012 | Muratpaşa BSK | 27 - 36 | 57 - 63 | 30 - 27 | Le Havre AC | 12 mai 2012 |

### Match aller
| 6 mai 2012 15 h 00 | Muratpaşa Belediyesi SK | 27 - 36   | Le Havre AC           | Süleyman Evcilmen Spor ve Sergi Salonu, Antalya Affluence : 1 100 Arbitrage : D-C. Florescu, A. Duta |
| 6 mai 2012 15 h 00 | Hosgör, Tabkaskaya 5    | (13 - 18) | Nely Carla Alberto 11 | Süleyman Evcilmen Spor ve Sergi Salonu, Antalya Affluence : 1 100 Arbitrage : D-C. Florescu, A. Duta |
| 6 mai 2012 15 h 00 | ×3                      | Rapport   | ×2                    | Süleyman Evcilmen Spor ve Sergi Salonu, Antalya Affluence : 1 100 Arbitrage : D-C. Florescu, A. Duta |

### Match retour
| 12 mai 2012 18 h 00 | Le Havre AC      | 27 - 30 | Muratpaşa Belediyesi SK    | Docks Océane, Le Havre Affluence : 3 000 Arbitrage : H. Crnojević, E. K. Radić |
| 12 mai 2012 18 h 00 | Paule Baudouin 8 | (16-14) | Iskenderoglu, Tankaskaya 8 | Docks Océane, Le Havre Affluence : 3 000 Arbitrage : H. Crnojević, E. K. Radić |
| 12 mai 2012 18 h 00 | ×2               | Rapport | ×3 ×5                      | Docks Océane, Le Havre Affluence : 3 000 Arbitrage : H. Crnojević, E. K. Radić |

### Les championnes d'Europe
| Championne d'Europe EHF Challenge 2012 Le Havre AC 1er titre |

## Statistiques

### Buteuses
| Rang | Nom                 | Équipe                  | Buts |
| ---- | ------------------- | ----------------------- | ---- |
| 1    | Iveta Luzumová      | Sokol Pisek             | 57   |
| 2    | Serpil İskenderoğlu | Muratpaşa Belediyesi SK | 56   |
| 3    | Nely Carla Alberto  | Le Havre AC             | 52   |